# Roncus argyrunti
Espèce
Roncus argyrunti est une espèce de pseudoscorpions de la famille des Neobisiidae.

## Distribution
Cette espèce est endémique de Croatie. Elle se rencontre dans le parc national de Paklenica dans la grotte Špilja Devnjača.

## Description
Le mâle holotype mesure 2,59 mm.

## Publication originale
- Ćurčić, Rađa, Dimitrijević, Ćurčić, Ćurčić & Makarov, 2014 : On two new cave species of Pseudoscorpions (Neobisiidae, Pseudoscorpiones) from Herzegovina and Dalmatia. Archives of Biological Sciences, vol. 66, no 1, p. 377-384.